# Athetis ignava
Athetis ignava is een vlinder uit de familie uilen (Noctuidae). De wetenschappelijke naam van deze soort is voor het eerst geldig gepubliceerd in 1852 door Guenée.
De soort komt voor in tropisch Afrika.